# Lézignan-Corbières
Lézignan-Corbières là một xã trong vùng Occitanie, thuộc tỉnh Aude, quận Narbonne, tổng Lézignan-Corbières. Tọa độ địa lý của xã là 43° 12' vĩ độ bắc, 02° 45' kinh độ đông. Lézignan-Corbières nằm trên độ cao trung bình là 51 mét trên mực nước biển, có điểm thấp nhất là 19 mét và điểm cao nhất là 187 mét. Xã có diện tích 37,68 km², dân số vào thời điểm 1999 là 8266 người; mật độ dân số là 219 người/km².

## Thông tin nhân khẩu
| 1962  | 1968  | 1975  | 1982  | 1990  | 1999  |
| ----- | ----- | ----- | ----- | ----- | ----- |
| 6.939 | 7.558 | 7.355 | 7.514 | 7.881 | 8.266 |